# العلاقات الإسرائيلية الزيمبابوية
العلاقات الإسرائيلية الزيمبابوية هي العلاقات الثنائية التي تجمع بين إسرائيل وزيمبابوي.

## مقارنة بين البلدين
هذه مقارنة عامة ومرجعية للدولتين:
| وجه المقارنة                                              | إسرائيل                                                             | زيمبابوي |
| --------------------------------------------------------- | ------------------------------------------------------------------- | --- |
| المساحة (كم2)                                             | 20.77 ألف                                                           | 390.76 ألف |
| عدد السكان (نسمة)                                         | 8.89 مليون                                                          | 16.53 مليون |
| الكثافة السكانية (ن./كم²)                                 | 428.02                                                              | 42.3 |
| العاصمة                                                   | القدس                                                               | هراري |
| اللغة الرسمية                                             | اللغة العبرية، اللغة العربية                                        | لغة إنجليزية، اللغة الشونا، النديبيلية الشمالية ‏، لغة الشيشيوا، Barwe ‏، Kalanga language ‏، Tshwa language ‏، النداو ‏، اللغة التسونجا، لغة الإشارة الزيمبابوية ‏، اللغة السوتية، تونغا ‏، اللغة التسوانية، اللغة الفيندية، اللغة الكوسية |
| العملة                                                    | شيكل إسرائيلي جديد، شيكل إسرائيلي قديم، جنيه فلسطيني، جنيه إسرائيلي | دولار أمريكي |
| الناتج المحلي الإجمالي (بليون دولار)                      | 350.85 مليار                                                        | 17.85 مليار |
| الناتج المحلي الإجمالي (تعادل القوة الشرائية) بليون دولار | 306.51 مليار                                                        | 27.88 مليار |
| الناتج المحلي الإجمالي الاسمي للفرد دولار أمريكي          | 35.73 ألف                                                           | 924 |
| الناتج المحلي الإجمالي للفرد دولار أمريكي                 | 36.58 ألف                                                           | 1.79 ألف |
| مؤشر التنمية البشرية                                      | 0.899                                                               | 0.509 |
| رمز المكالمات الدولي                                      | +972                                                                | +263 |
| رمز الإنترنت                                              | .il                                                                 | .zw |
| المنطقة الزمنية                                           | توقيت إسرائيل، Israel Summer Time ‏                                  | ت ع م+02:00 |

## منظمات دولية مشتركة
يشترك البلدان في عضوية مجموعة من المنظمات الدولية، منها:
| علم المنظمة | اسم المنظمة                               | تاريخ انضمام إسرائيل | تاريخ انضمام زيمبابوي |
| ----------- | ----------------------------------------- | -------------------- | --------------------- |
|             | مؤسسة التنمية الدولية                     | 22 ديسمبر 1960       | 29 سبتمبر 1980        |
|             | الأمم المتحدة                             | 11 مايو 1949         | 25 أغسطس 1980         |
|             | منظمة التجارة العالمية                    | 21 أبريل 1995        | ?                     |
|             | منظمة الشرطة الجنائية الدولية             | ?                    | ?                     |
|             | المركز الدولي لتسوية المنازعات الاستشارية | 22 يوليو 1983        | 19 يونيو 1994         |
|             | الاتحاد الدولي للاتصالات                  | 24 يونيو 1948        | 10 فبراير 1981        |
|             | الفريق المعني برصد الأرض                  | ?                    | ?                     |
|             | البنك الدولي للإنشاء والتعمير             | 12 يوليو 1954        | 29 سبتمبر 1980        |
|             | الاتحاد البريدي العالمي                   | ?                    | ?                     |
|             | مؤسسة التمويل الدولية                     | 26 سبتمبر 1956       | 29 سبتمبر 1980        |
|             | وكالة ضمان الاستثمار متعدد الأطراف        | 21 مايو 1992         | 10 أبريل 1992         |
|             | يونسكو                                    | 16 سبتمبر 1949       | 22 سبتمبر 1980        |

## وصلات خارجية
- موقع وزارة الخارجية الإسرائيلية
- موقع وزارة الخارجية الزيمبابوية